# Mick Jagger
Michael Philip "Mick" Jagger, född 26 juli 1943 i Dartford, Kent, är en brittisk sångare och låtskrivare, främst känd som frontfigur i bandet The Rolling Stones. Han tituleras Sir Mick Jagger, utnämndes av drottning Elizabeth II av Storbritannien den 15 juni 2002 till Knight Bachelor och dubbades till värdigheten av prins Charles den 12 december 2003.

## Biografi
Mick Jagger har influerat många musiker och varit en mycket viktig utvecklare av rockmusiken genom sin roll som sångare och frontfigur i The Rolling Stones. Jagger var med att starta Rolling Stones tillsammans med Brian Jones (gitarr), Charlie Watts (trummor) och Keith Richards (gitarr), i januari  1962. Jagger och Richards är nu de två kvarvarande originalmedlemmarna i bandet. Tillsammans med Keith Richards har han skrivit alla större Stones-hits, duon är kända som The Glimmer Twins. Jagger är känd för sitt livliga kroppsspråk på scen som består av yviga gester och danssteg. Han ansågs vara en sexsymbol för unga kvinnor under 1960- och 70-talen.
Under det sena 1980-talet, då Stones låg i träda, gjorde Jagger ett försök till egen karriär, för att sedan börja turnera med gruppen igen på 1990-talet. Han har släppt fyra soloalbum. Inget av dem har blivit någon större framgång.

## Familj
Mick Jagger har sammanlagt åtta barn: Karis Jagger som är född 1969 och som Marsha Hunt är mamma till, Jade Jagger som är född 1971 som han har med Bianca Jagger. Han har fyra barn med Jerry Hall: Elizabeth, James, Georgia och Gabriel. Han har en son med supermodellen Luciana Gimenez och en son född 2016 med ballerinan Melanie Hamrick.
- Gift med Bianca Jagger (Bianca Pérez-Mora Macías) 12 maj 1971 (skilda 1979).
- Gift med Jerry Hall 26 november 1990 vid en hinduisk ceremoni på Bali (vilken inte räknades som giltig enligt brittisk lag. Äktenskapet annullerades 1999 i samband med parets separation).

Från 2001 fram till hennes död 2014 var han tillsammans med modeskaparen L’Wren Scott.

## Galleri

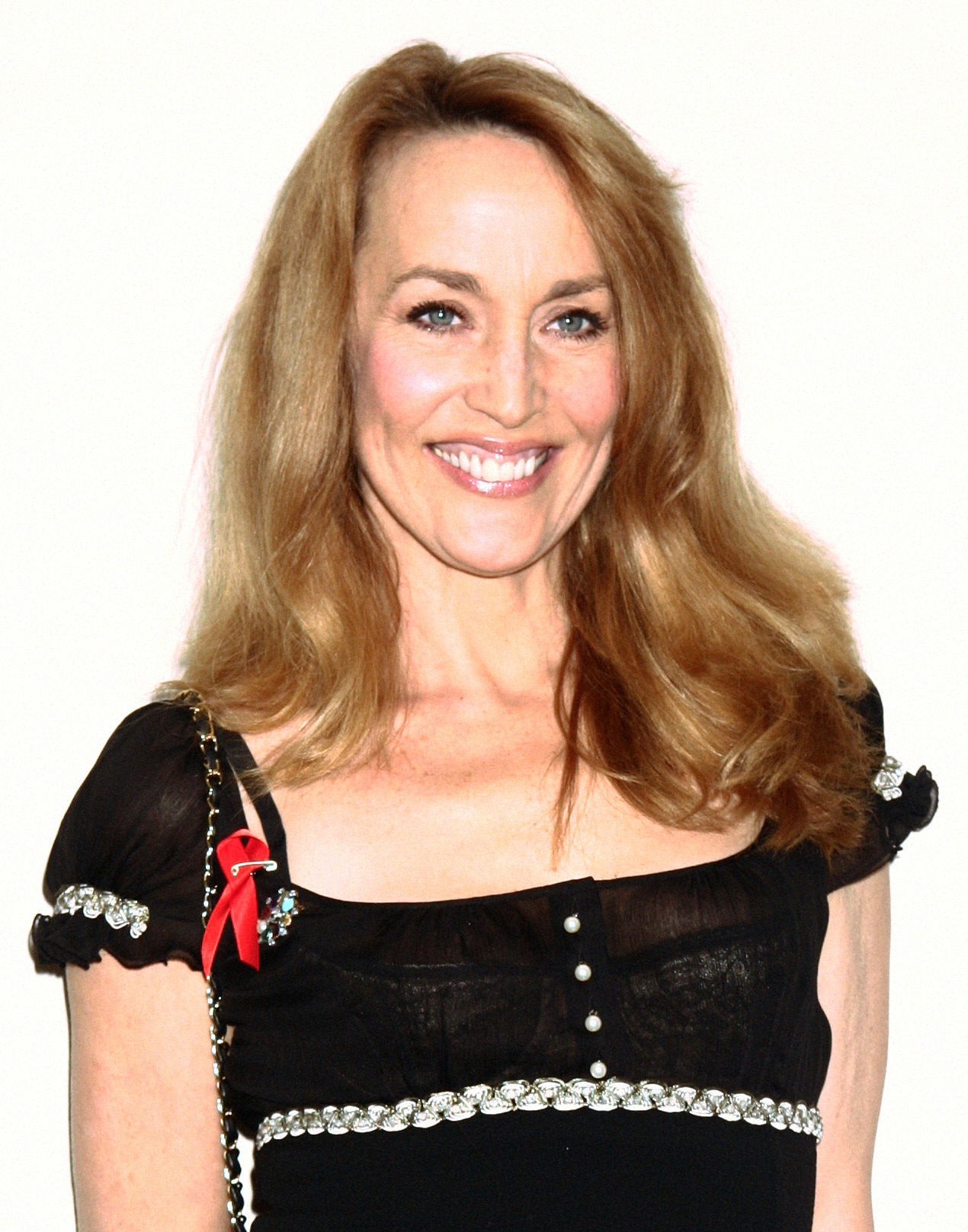
Modellen Jerry Hall var Jaggers partner från 1977 till 1999; inofficiellt gift från 1990 till 1999.
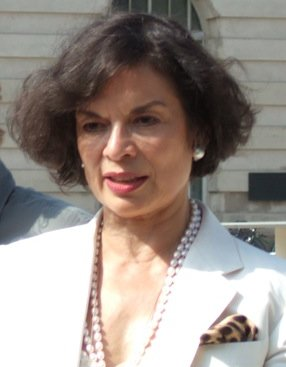
Bianca Pérez-Mora Macias var Jaggers fru från 1971 till 1978.
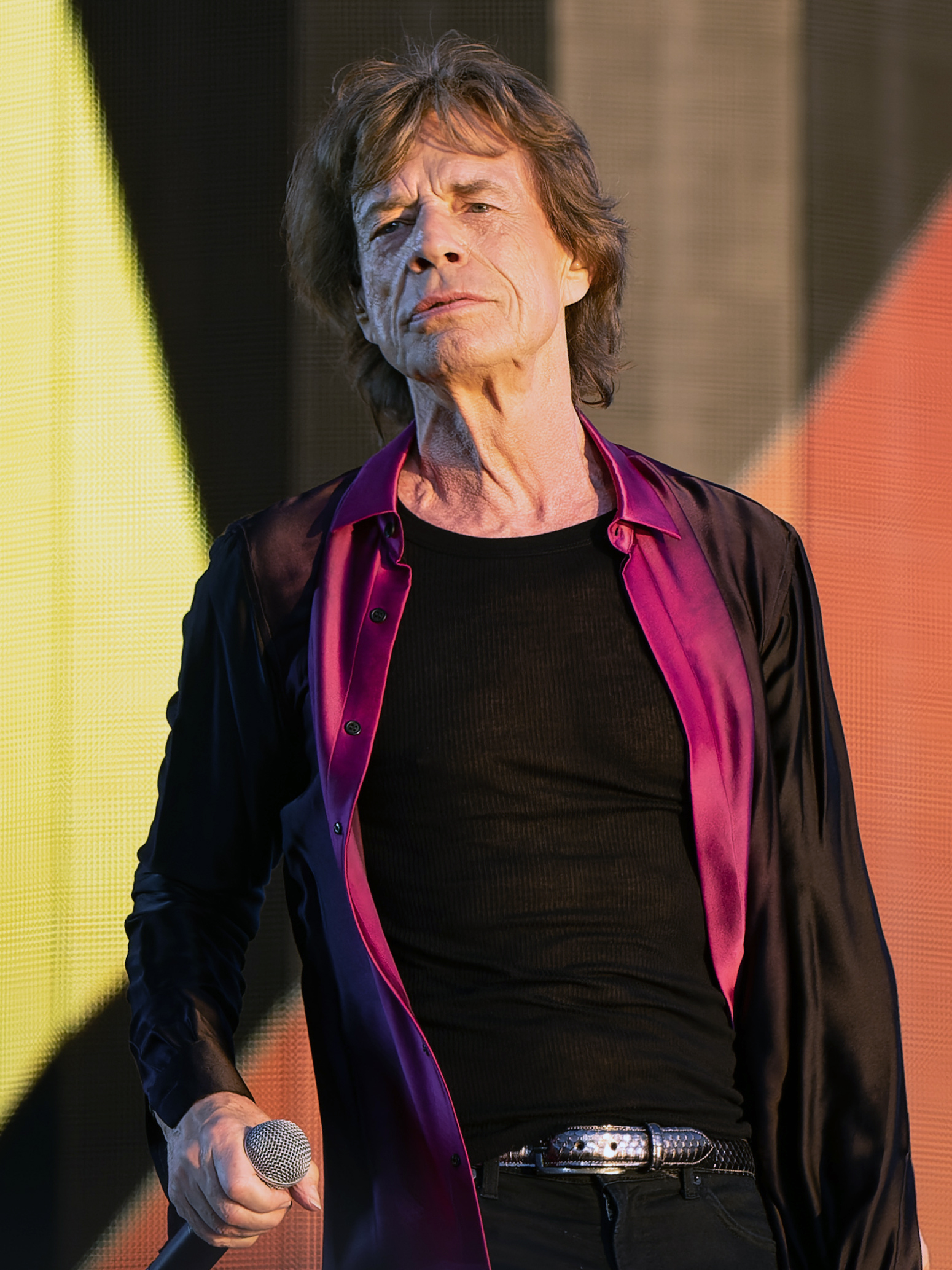
Mick Jagger uppträder i Hyde Park 3 juli 2022.
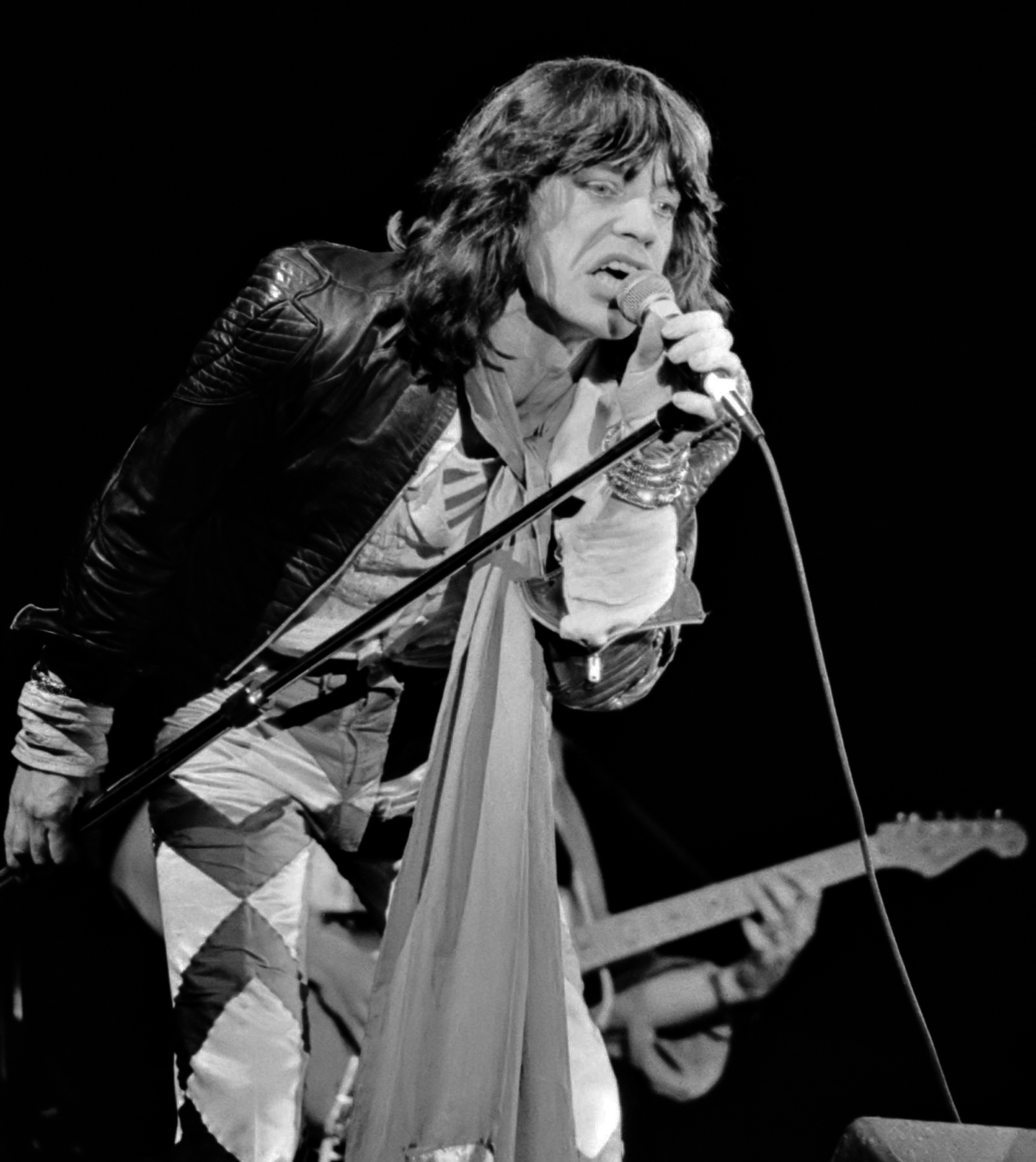
Mick Jagger i Haag 1976.
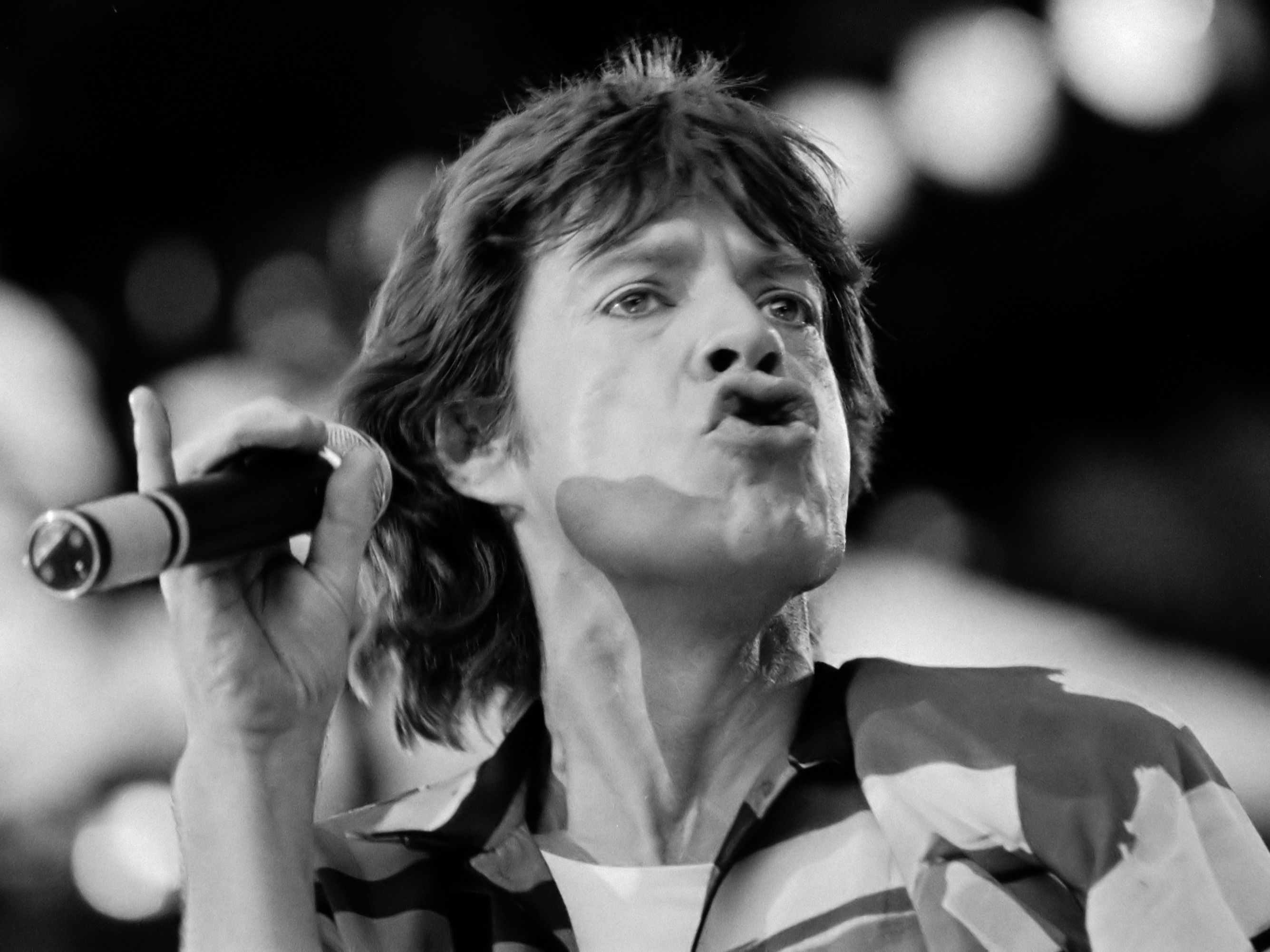
Mick Jagger i Rotterdam 1982.

## Diskografi
Studioalbum (solo)
- 1985 – She's the Boss
- 1987 – Primitive Cool
- 1993 – Wandering Spirit
- 2001 – Goddess in the Doorway